# Якубенко Олексій Федорович
Олексі́й Фе́дорович Якубе́нко (кінець 1840-х років — 1917, Швейцарія) — інженер, надвірний радник, громадський діяч, меценат. Тривалий час мешкав і працював у Києві. У 1883—1884 роках брав участь в упорядкуванні могили Тараса Шевченка; проектував та споруджував будинок із «Тарасовою світлицею». Засновник Києво-Лук'янівської школи домоводства.

## Біографія
Народився в родині українців. Вищу освіту отримав у Петебурзькому інституті корпусу інженерів шляхів сполучення, який закінчив у 1872 році.
Був власником нерухомого майна у Києві: у 1880-х – 1890-х роках — ділянкою по вул. Жилянській (продав в 1884 р. дружині генерал-майора Кашнева), з 1890 року — великою садибою на Лук'янівці, між вулицями Овруцькою, Нагірною та Багговутівською (придбана 8 червня 1890 р. у вдови І. І. Зейферта — Олександри Дмитрівни Зейферт).

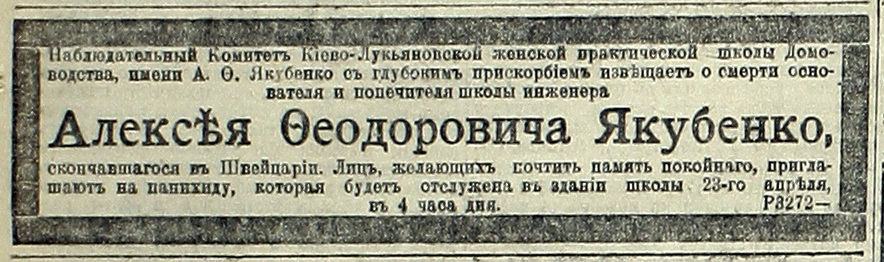
Повідомлення про смерть О. Ф. Якубенка у газеті «Киевлянин», 1917.

У своїй професійній діяльності цікавився широким колом питань, зокрема, модернізацією технічного обладнання, розвитком цукрової промисловості, станом міського господарства Києва. Був головою міської технічної підкомісії з улаштування Київської гавані. У 1894—1898 роках — гласний Київської міської думи.
Останні роки життя за станом здоров'я провів на курорті у Швейцарії на Женевському озері, де й помер у квітні 1917 року. Через події першої світової війни повернути його прах на батьківщину не було можливості.

## Вшанування
На початку XX століття на Татарці у Києві з'явився Якубенківський проїзд, названий так, тому що перетинав всі земельні володіння Якубенка. Проїзд багато разів міняв назву.

## Участь у впорядкуванні могили Тараса Шевченка
Олексій Якубенко був свідомим українцем, близьким до Старої громади. У 1883 році на доручення Варфоломія Шевченка він підготував комплексний проект реконструкції Шевченкової могили та план і проект хати біля неї. У 1884 році під наглядом Якубенка проект було здійснено; у дерев'яній хаті, крім оселі сторожа, містилася кімната для відвідувачів, відома як «Тарасова світлиця».

## Створення Києво-Лук'янівської школи домоводства
Перебуваючи в Швейцарії, Олексій Якубенко вирішив пожертвувати на благодійні потреби значну частину своєї садиби на Лук'янівці з метою увічнення пам'яті батьків — Федора та Катерини Якубенків. У 1907 році було офіційно затверджено дарчу, згідно з якою він передав незабудовану земельну ділянку площею понад 2 гектари у власність Лук'янівського дамського попечительства про бідних при Федорівській церкві за умови влаштування тут благодійної школи домоводства з городом і садом. Сам жертвувач підготував ескізний проект шкільного будинку. Упродовж 1908—1911 років нову споруду було зведено та обладнано (нинішня адреса — вул. Якубенківська, 10), у березні 1911 року відбулося урочисте відкриття Києво-Лук'янівської школи домоводства. З 1912 року заклад мав ім'я О. Ф. Якубенка. Засновник школи інженер Якубенко до кінця життя залишався її попечителем. Школа діяла до встановлення радянської влади.

## Власні публікації
- Якубенко А. Описание и расчет парового котла системы инженера А. Ф. Якубенко. — К.: тип. Г. Т. Корчак-Новицкого, 1886. (рос.)
- Якубенко А. О средствах поддержки и развития сахарной промышленности. — К.: тип. Г. Т. Корчак-Новицкого, 1886. (рос.)